# Jules Comby
Jules Comby (Arnac-Pompadour, 28 aprile 1853 – 18 marzo 1947) è stato un pediatra francese.
L'omonimo "segno di Comby" viene dal suo nome, che è un'indicazione precoce del morbillo caratterizzato da piccole macchie biancastre sulle gengive e sulle guance.

## Opere
Con Antoine Marfan (1858-1942) e Jacques-Joseph Grancher (1843-1907), ha pubblicato influenti opere tra cui Traité des maladies de l'enfance (Trattato delle malattie dell'infanzia).
Altre pubblicazioni e opere tradotte:
- Étiologie et prophylaxie du rachitisme, 1885.
- Étiologie et prophylaxie de la scrofule dans la première enfance, 1885.
- Le rachitisme, 1892, in spagnolo El raquitismo 1895.
- Les oreillons, 1893.
- Formulaire thérapeutique et prophylaxie des maladies des enfants, 1894.
- L'empyème pulsatile 1895.
- Paralysies obstétricales des nouveau-nés, 1897.
- "Diseases of children", London : Sampson Low, Marston, 1897
- "Diseases of children: excluding infectious diseases and rachitis"; New York: 1897
- Tratado de las enfermedades de la Infancia, due edizioni pubblicate tra 1899 e 1910 in Spagnolo.
- Tratado de terapeutica clinica y profilaxia de las enfermedades de los ninos, pubblicati in Spagnolo 1905.
- Cent cinquante consultations médicales pour les maladies des enfants, 1910
- Deux cents consultations médicales pour les maladies des enfants, 1915.[2][3]